# Alley Oop
Alley Oop è una striscia a fumetti satirica creata da Vincent Trout Hamlin, ex giornalista e fotografo, apparsa per la prima volta il 7 agosto 1933. Nel 1995 fu una delle venti serie a fumetti incluse nella serie commemorativa di francobolli statunitensi Comic Strip Classics.

## Storia editoriale
Realizzate da Hamlin fino al 1969, le strisce di Alley Oop sono state poi continuate da Dave Graue che già da alcuni anni affiancava la sua firma nella strip a quella del creatore della serie e che lo assisteva dal 1950. Graue scrive e disegna le avventure del cavernicolo fino al 2001, anno in cui si ritira (morendo purtroppo sei mesi dopo in un tragico incidente stradale) lasciando la serie nelle mani di Jack e Carole Bender, i quali sono riusciti a mantenere inalterato il fascino della strip.

### Edizione italiana
In Italia le avventure del cavernicolo sono state pubblicate sulle riviste Il cowboy (Pacetti, 1946) ed Eureka (Editoriale Corno, 1967/1974) e in varie collane edite da Comic Art, Sugar, Editoriale Dardo.
Seppur in maniera discontinua la serie è stata pubblicata anche in Italia in numerose riviste e volumi che ne hanno raccolto alcune delle migliori avventure. Tra questi sono da segnalare il volume n°21 della collana L'Olimpo dei Fumetti edito dalla Sugar Editore nel 1973, alcune ristampe edite dalla Comic Art nel 1975. A tutt'oggi però la collana Eureka resta quella da cercare e collezionare, in quanto nei suoi primi 100 numeri, anche se a rotazione, ha ospitato le strip di Hamlin e Graue. A opera della ANAFI, invece, le ristampe delle primissime strip degli anni '30.

## Trama
Ambientato nel regno preistorico di Moo, luogo tutt'altro che tranquillo, in cui il protagonista affronta a suon di pugni e schiaffoni avversari prepotenti e buzzurri che ne vogliono insidiare la fidanzata, o altri che hanno mire più alte come quella di conquistare il reame mettendone a rischio la pace e la tranquillità, senza dimenticare vicende più "casalinghe" che coinvolgono da vicino Alley e i comprimari della serie, in quello che appare come uno specchio fedele della società americana dell'epoca, tratteggiato con fine umorismo da Hamlin. Tutto cambia quando, a seguito di un viaggio con la macchina del tempo del Professor Wonmug e del suo assistente Oscar Boom, Alley viene trascinato nel XX secolo e diventa loro grande amico e loro esploratore personale nei meandri del tempo vivendo avventure attraverso le epoche storiche più disparate, dall'antico Egitto al vecchio west, dal medioevo all'impero romano, e che in seguito coinvolgeranno anche la sua fidanzata Oola e l'amico Foozy.
I viaggi nel tempo di Alley donano alla serie, già interessante, un tratto avventuroso che Hamlin sottolinea e rafforza attraverso dialoghi mai noiosi e situazioni che creano nel lettore una curiosità che non finisce mai grazie soprattutto alle tavole dell'autore, accurato nel descrivere con numerosi particolari le epoche e di conseguenza i luoghi che Alley si trova a visitare, mettendo in secondo piano lo scenario di Moo, a cui però il protagonista fa ritorno di tanto in tanto.

## Personaggi
- Alley Oop: protagonista indiscusso della serie, è un tipo abbastanza simpatico, molto sarcastico ma anche testardo, cosa questa che non gli fa mancare mai il coraggio nelle situazioni che deve affrontare, "ricalcando il classico duro della provincia americana", come ha scritto Rinaldo Traini in un volume a lui dedicato alcuni anni fa. Dal corpo tozzo e scimmiesco, molto forte e famoso per i suoi cazzotti, vive con semplicità e disinvoltura i viaggi nel tempo che il professore e Oscar gli fanno vivere quotidianamente. Quando non ha a che fare con la macchina del tempo, passa le giornate con il suo dinosauro, Dinny, suo fedele "cucciolo", e con la fidanzata Oola. Sua compagna fin dagli esordi, dolce, energica, intelligente e soprattutto bellissima, Oola è stata per molto tempo corteggiata da numerosi pretendenti, tutti ricacciati indietro dai pugni di Oop. Protagonista anche lei di numerose avventure attraverso il tempo, non fa mai mancare la sua arguzia e furbizia, anche nelle situazioni più pericolose che riesce a risolvere con una razionalità impressionante.
- Foozy: è l'amico del cuore di Oop, personaggio particolare in quanto parla sempre in rima, tanto da essere coinvolto, in alcune avventure degli anni '60, nella formazione di una band di musica beat, organizzata da un nipote del professor Wonmug. Molto saggio, è un elemento fondamentale nella vita del protagonista. Altri comprimari della striscia sono il Re Guz, sovrano di Moo e sua moglie, la regina Umpa. Sempre invischiato in problemi locali da risolvere, tra cui dispute degli abitanti e guerre dichiarate da altri stati confinanti, Re Guz è un cuore buono, anche se molte volte, facendo di testa sua (la testardaggine è un tratto distintivo dei Mooviani) non risolve molto, lasciando il più delle volte la patata bollente a Oop. Paziente e gentile è invece sua moglie Umpa, fedele sovrana e consorte sempre pronta ad aiutare il marito e soprattutto ad ascoltare i consigli degli abitanti del regno, soprattutto quelli di Oop e di Oola.
- Il Gran Saggio: è lo sciamano del villaggio. Tratteggiato in maniera negativa nei primi 35/40 anni della strip, sospettoso verso le continue assenze del protagonista (impegnato in varie epoche a sua insaputa) e sempre pronto a malefatte e a usare i suoi incantesimi e i suoi trucchi per creare problemi a Moo, negli ultimi anni è invece diventato un comprimario abbastanza positivo, in un'evoluzione che ha raggiunto il suo culmine nelle strip attuali pubblicate in Usa, in quanto messo a corrente da Oop dei viaggi nel tempo e trasportato anch'esso nel XX secolo. Un ultimo particolare da segnalare è la straordinaria somiglianza del Grande Saggio con il Professor Wonmug, che però nessuno nella striscia sembra notare. Infine ci sono il Professor Wonmug e Oscar, a cui negli ultimi anni si è unita un'altra assistente, Ava.